# Calde labbra
Calde labbra è un film italiano del 1976 diretto da Demofilo Fidani al suo ultimo lavoro. Il film è noto anche con il sottotitolo Excitation.

## Trama
Francesca è una sedicenne inquieta e problematica che vive con la madre, con la quale ha un rapporto fortemente conflittuale. Poco prima di Natale la donna deve partire per un viaggio di lavoro, e affida quindi Francesca ad una giovane insegnante francese, Lise. Dopo l'iniziale reciproca diffidenza, tra le due nasce un rapporto sempre più intimo e complice, che le porta a divenire amanti. Un giorno però Francesca riceve la visita dell'amica Monica, ed inizia a trascorrere tutto il suo tempo libero con lei e col fidanzato della ragazza Gianni, suscitando la gelosia di Lise.

## Versioni
Del film esiste anche una versione contenente sequenze hardcore, pubblicata in VHS nel 1985 dall'etichetta Blue Movie con il titolo Burning Lips. 
Più recentemente questa versione è stata pubblicata come extra nel dvd edito dalla Cinekult.